# Nevada Opera
Nevada Opera era una compagnia d'opera americana situata a Reno, in Nevada. Fondata nel 1967 da Ted e Deena Puffer, la compagnia ha messo in scena più di 180 produzioni durante i suoi cinque decenni di storia.

## Storia
La compagnia d'opera alla base di Nevada Opera è una delle più antiche compagnie di arti dello spettacolo professionali dello Stato. La missione della compagnia artistica Nevada Opera è educare, arricchire, intrattenere e illuminare studenti e cittadini.
L'Opera è finanziata dal National Endowment for the Arts.